# Autociclo
Per autociclo, desuetamente anche definito vetturella, si intende un particolare tipo di autovettura di piccole dimensioni abbastanza diffusa nel periodo compreso tra la fine del XIX secolo e la fine degli anni venti del XX secolo.

## Descrizione

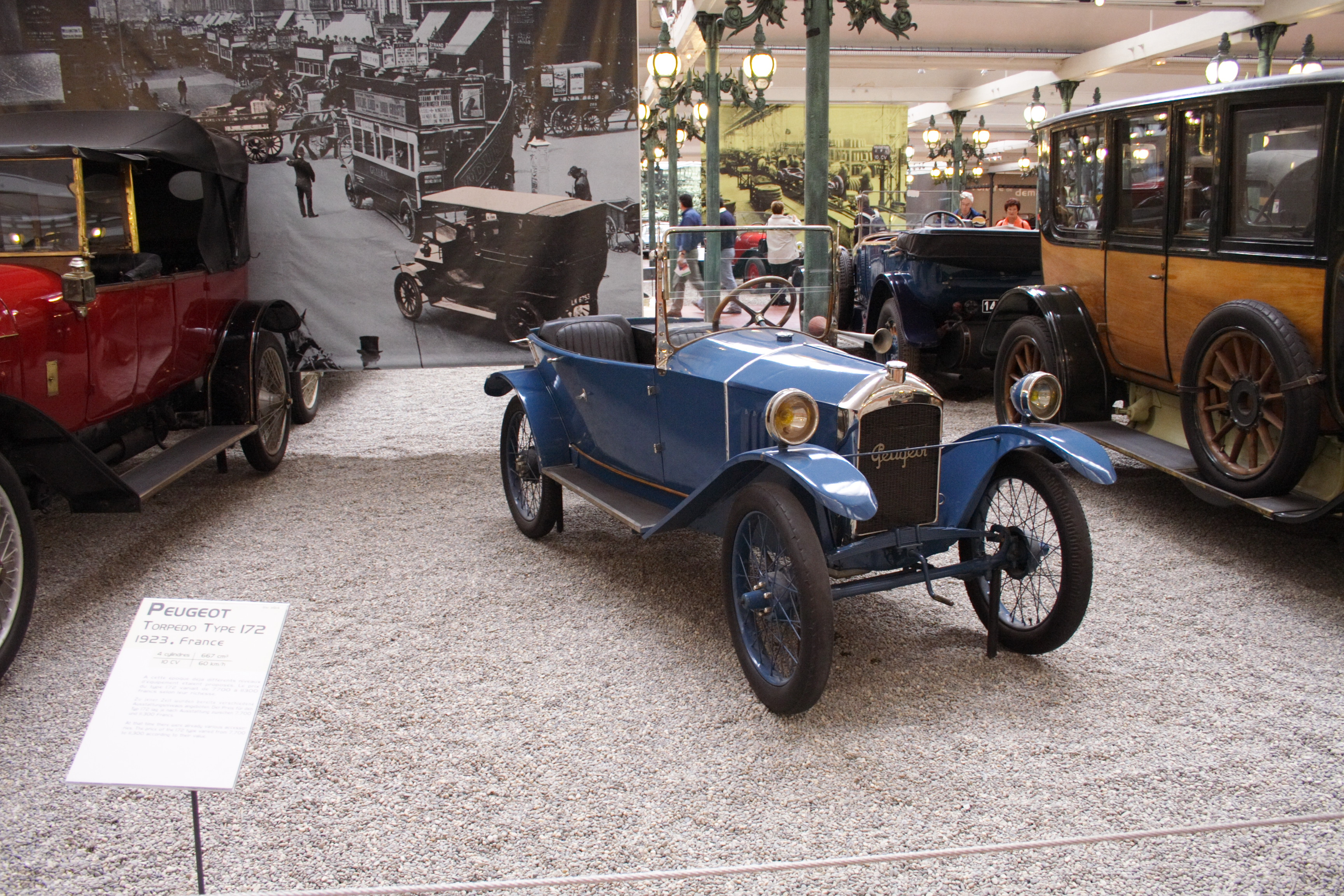
Uno degli autocicli più noti in Francia: la Peugeot Quadrilette

Erano vetture che, come dice il nome, costituivano l'anello di congiunzione tra l'automobile e la motocicletta. Dalla prima prendevano una carrozzeria e i posti a sedere in stile automobilistico, mentre dalla seconda prendevano soluzioni come il motore di piccola cilindrata, spesso (ma non sempre) di origine motociclistica. Anche il peso assai ridotto era riconducibile al mondo motociclistico. A volte, dalle moto, gli autocicli (o cyclecars in inglese) prendevano anche la disposizione dei posti, a tandem.
Solitamente gli autocicli erano infatti a due soli posti. Le motorizzazioni erano di bassa cilindrata, ad uno o a due cilindri, molto più raramente a quattro.
Altre caratteristiche meccaniche stavano nella trasmissione a catena su una sola ruote posteriore, in maniera da evitare l'utilizzo di un differenziale, il tutto in nome dell'economia. Infatti gli autocicli dovevano anche essere economici e costituire uno dei modi più immediati per poter acquistare un'automobile.
In Francia gli autocicli si diffusero in maniera enorme, complice anche la favorevole politica fiscale che concedeva degli sgravi ai possessori di autocicli. Anche in Gran Bretagna, per gli stessi motivi conobbe una gran popolarità; qui gli autocicli conobbero una gran diffusione anche in configurazione a tre sole ruote, perché oltremanica il "segreto" per ottenere sgravi fiscali stava appunto nelle vetture a tre ruote.
A questo proposito, il 14 dicembre 1912 venne stabilita una classificazione di autocicli compatibile in tutti i principali Paesi europei in cui l'autociclo si era diffuso maggiormente.
Queste furono le due classificazioni degli autocicli:
- Categoria Small: comprendeva gli autocicli di cilindrata massima pari a 750 cm³, di massa compresa tra 150 e 300 kg e di sezione minima degli pneumatici pari a 55 mm.
- Categoria Large: comprendeva gli autocicli di massa superiore a 350 kg e di cilindrata massima pari a 1100 cm³. La sezione minima degli pneumatici doveva anche essere pari a 60 mm.

## Storia

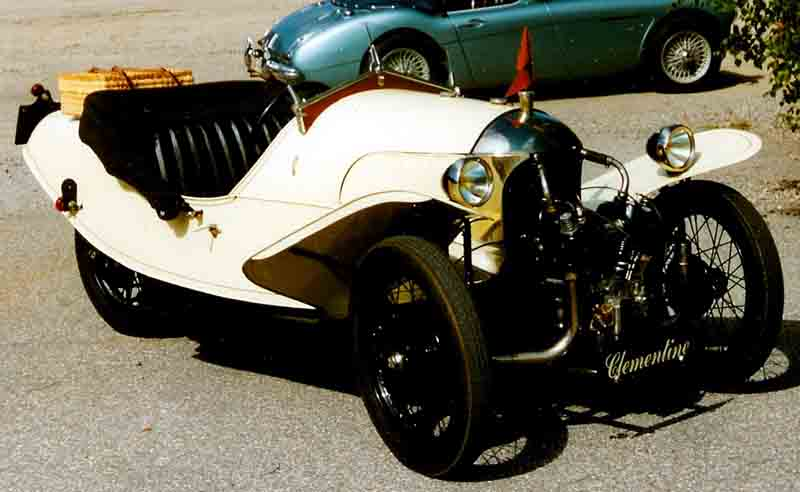
Una Morgan Aero

I primi esempi di autociclo di grande diffusione si ebbero in Francia grazie alla Bédélia, una Casa automobilistica specializzata in tale tipo di vetture.
In Gran Bretagna ebbero un gran successo gli autocicli prodotti dalla GN e le prime Morgan, tanto da essere a loro volta prodotte su licenza in Francia dalla Darmont.
Il periodo di maggior diffusione si ebbe tra il 1910 ed il 1914.
Ben presto gli autocicli cominciarono a mostrare anche delle buone doti dinamiche, per cui furono utilizzati anche nelle competizioni.
Anche dopo la prima guerra mondiale l'autociclo continuò ad essere prodotto, ma in numero minore, e man mano che gli anni passavano la diffusione continuò a calare. In Europa erano state introdotte infatti nuove tecniche produttive, come quella della catena di montaggio, appreso dalla Ford negli Stati Uniti. Tale tecnica permise di abbattere notevolmente i costi di produzione e ciò si rifletteva positivamente sui prezzi di listino.
Nonostante tutto, anche negli anni '20 nacquero memorabili esempi di autociclo, come le prime Amilcar e la Peugeot Quadrilette.
Era invece in Gran Bretagna che l'autociclo continuò a rimanere diffuso su livelli ancora accettabili, tanto che la Morgan introdusse un nuovo modello particolare, la Aero, seguita poi dalla Super Sport, che rimarrà in produzione fino a metà anni trenta.
A parte queste rare eccezioni, entro la fine degli anni Venti, quasi tutte le Case specializzate in autocicli chiusero i battenti.
Fu dopo la seconda guerra mondiale che si riaccesero i bisogni della popolazione di vetturette ultra-economiche. Fu così che nacquero le microvetture, eredi ideali degli autocicli.

## Citazioni e omaggi
- Nel film Hollywood Party diretto da Blake Edwards nel 1968, il personaggio interpretato da Peter Sellers, Hrundi V. Bakshi, guida un "Morgan Three Weeler".